# Staphylococcus warneri
Lo Staphylococcus warneri è un batterio, Gram+, della famiglia delle Staphylococcaceae, compreso nel Genere Staphylococcus.

Ha cellule sferiche che appaiono disposte a grappolo. Lo S. warneri è un coagulasi-negativo, ed è un comune commensale dell'organismo si trova come parte della flora cutanea sia negli uomini che negli animali. Lo S. warneri raramente causa malattia, ma può occasionalmente causare infezioni in pazienti il cui sistema immunitario è compromesso.
Gli S. warneri sono generalmente di colore beige, marrone chiaro, o giallo, con dimensione di  2–4 micrometri; di diametro, compaiono se presenti dopo 48 ore di 'incubazione a circa a 35 gradi Celsius.